# Pârâul de la Cruce, Eufrosia
Pârâul de la Cruce este un curs de apă, afluent al râului Eufrosia .

## Hărți
- Parcul Vânători-Neamț